# Cesare Zocchi
Cesare Zocchi (né en 1851 à Florence – mort le 24 mars 1922 à Turin) est un sculpteur italien de la fin du XIXe et du début du XXe siècle.

## Œuvres

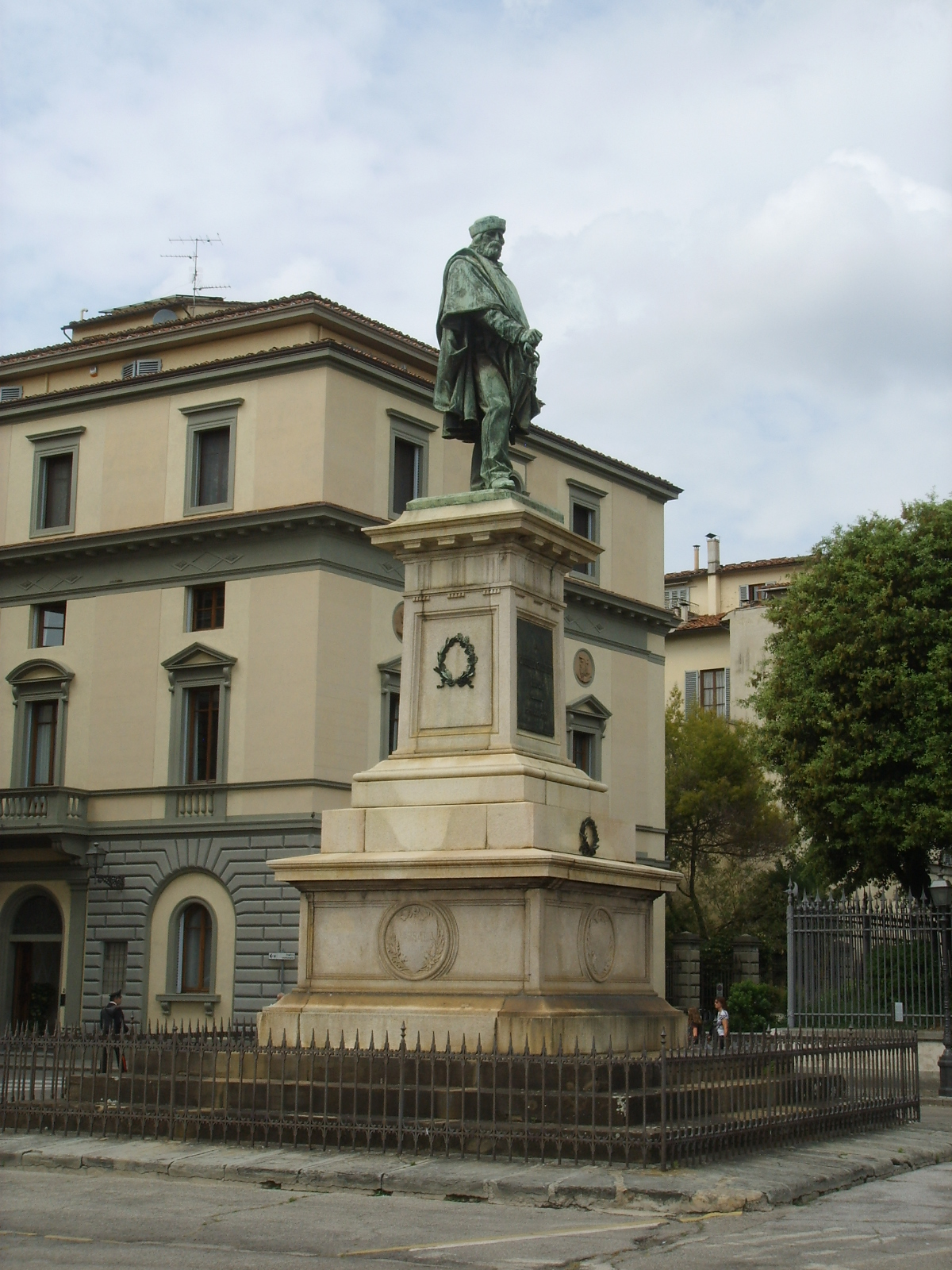
Statue de Garibaldi, à Florence (1890)
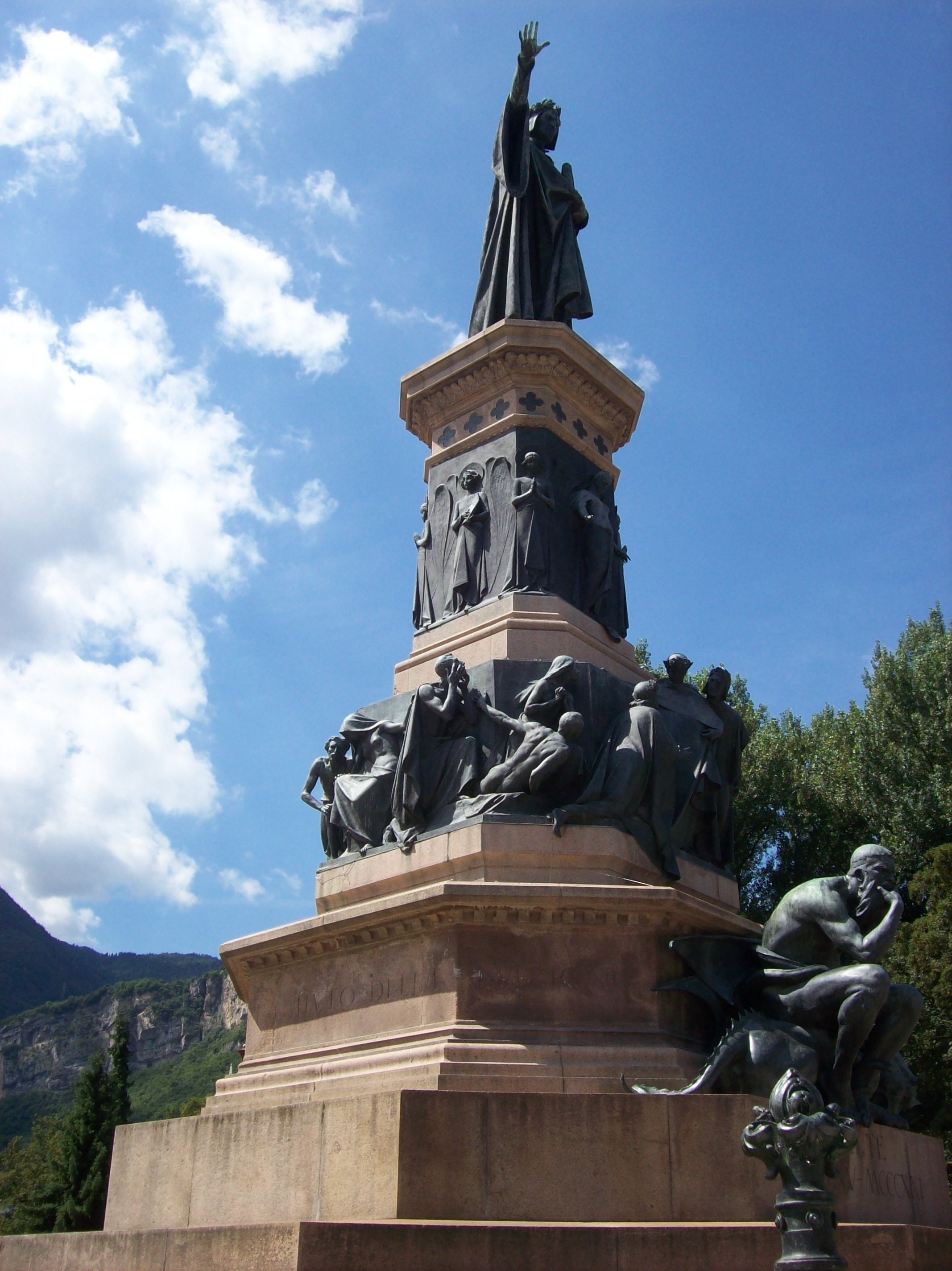
Statue de Dante, à Trente (1896)
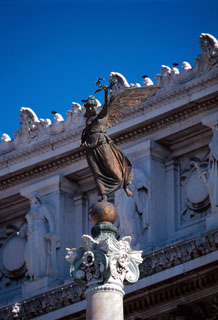
Victoire ailée, monument à Victor-Emmanuel II, à Rome